# Joan Miralhas
Joan Miralhas o Joan Miraillas fou un trobador de Besiers de la segona meitat del segle xiii. No se'n sabria res d'ell si no fos per un partimen que va fer amb Raimon Gaucelm, Joan Miralhas, si Dieu vos gart de dol (401.6 = 205.1). En aquesta obra Raimon Gaucelm posa la qüestió irònica sobre si Joan preferiria tenir les plantes dels seus peus lligades al cap per tal de formar un cercle o tenir tot el cos entre el cap i els turmells perquè els peus toquessin la barbeta. La resposta inicial de Joan Miralhas a aquest "dilema" humorístic i juganer és la següent:
Ramon Gauselm, ja negus, ab mo vol,
no vuelh semblar, ni n'ai en be razo!
Mas l'un penrai, per la festa c'om col!
Mais am esser trop fendutz que no pro,
c'al mens aurai pider qu'e pas ses meta,
si tot m'estai lo braguier sul guinho,
et a vos lais que sembles feisseneta
e cavalgues en travers, si·eus sap bo.